# Karl Bobek

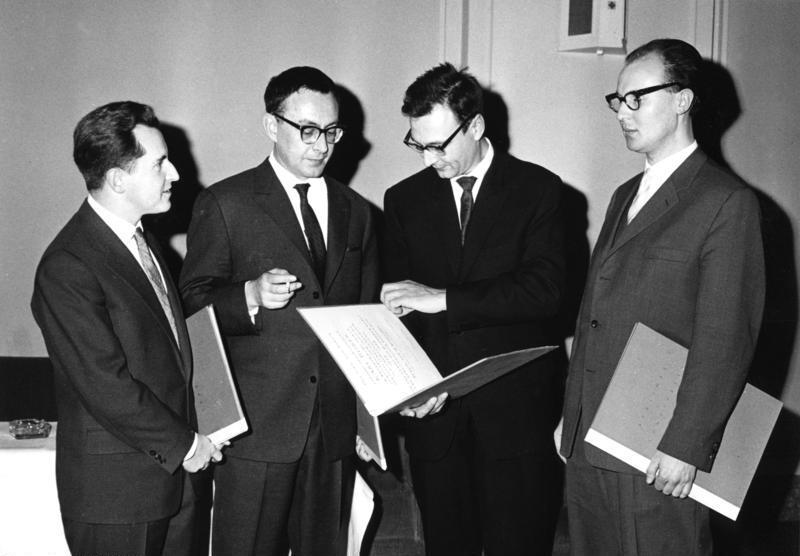
Karl Bobek (2. von rechts), 1961

Karl Bobek, auch Karl Bobeck (* 14. Juni 1925 in Berlin; † 20. Januar 1992 in Maroth), war ein deutscher Bildhauer und Hochschullehrer.

## Leben
Bobek wurde in Berlin geboren und studierte dort auch von 1949 bis 1955 an der Hochschule für Bildende Künste, wo er Meisterschüler von Renée Sintenis wurde. 1961 erhielt Bobek den Kunstpreis Junge Generation der Stadt Berlin. 1963 berief man ihn als Professor an die Kunstakademie Düsseldorf, wo er bis zu seiner Pensionierung Kunst lehrte. 1965 wurde ihm der Cornelius-Preis der Stadt Düsseldorf verliehen.

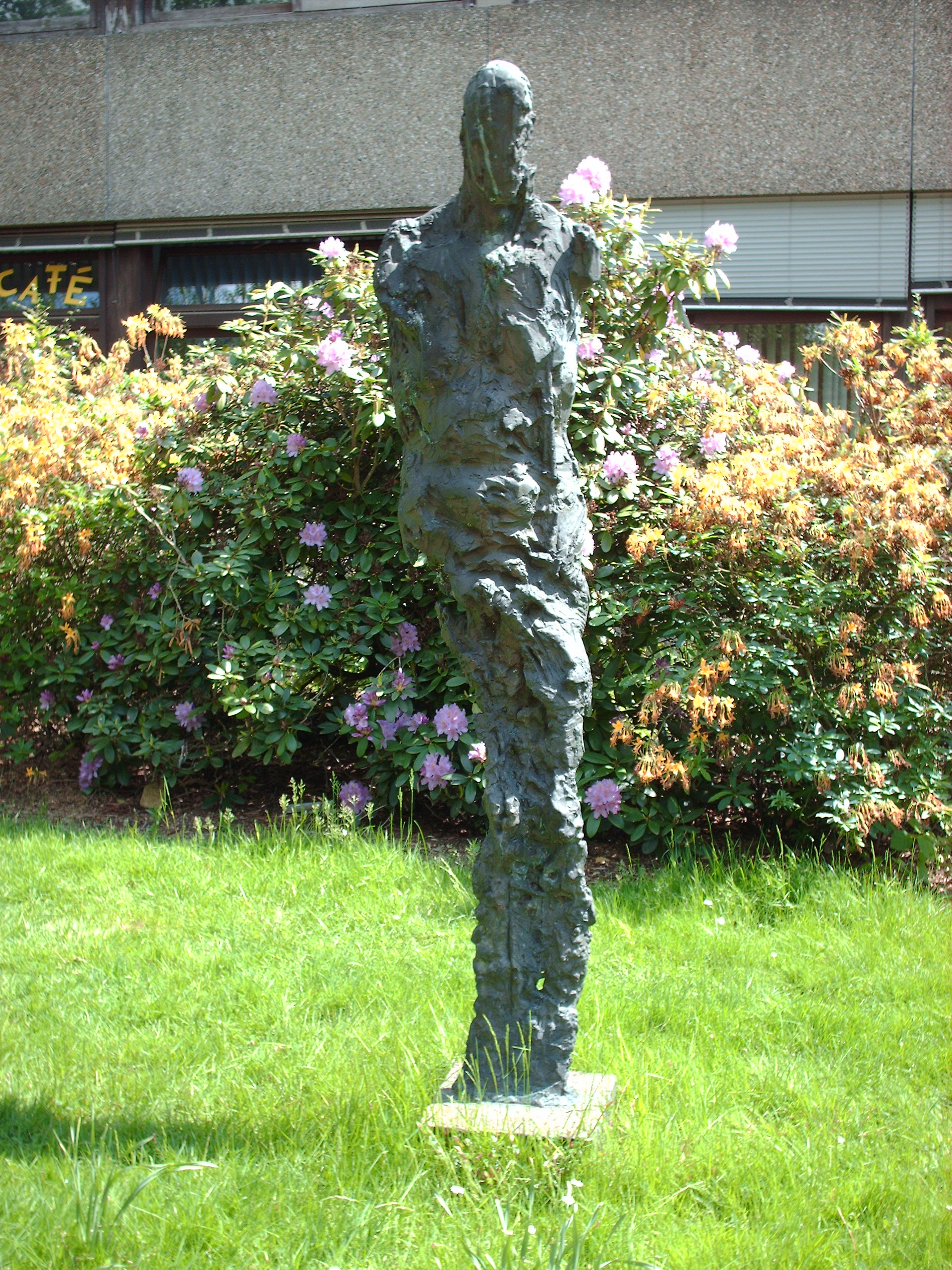
Religiöse Figur, 1967

Zu seinen plastischen Werken zählen weibliche Akte, zum Beispiel die Studie zu einer großen Liegenden von 1957 bis 1958. Daneben schuf Bobek auch plastische Porträts. Die Skulptur Dreibeiner (Eisenguss) von 1989/90 steht Im Tal zwischen Hasselbach und Werkhausen.
1960 wurde ihm ein Stipendium in der Deutschen Akademie Villa Massimo zuerkannt. Zwischen 1959 und 1964 entstand die Statuette Herkules Musarum. 1972–1974 beschäftigte sich Bobek auf Anregung von Martin Sperlich (1919–2003) mit der Schöpfung von überlebensgroßen Attikafiguren für das 1943 und 1945 von Bomben stark beschädigte und nach dem Krieg wieder aufgebaute Schloss Charlottenburg in Berlin-Charlottenburg. Neben Bobek waren die Berliner Bildhauer Günter Anlauf, Hans Joachim Ihle, Harald Haacke und Joachim Dunkel mit dieser Aufgabe beschäftigt. Die bei Hermann Noack in Berlin-Friedenau in Aluminiumguss ausgeführten Attikafiguren sollten im Sinne des Auftraggebers, der Schlösserverwaltung, deren Direktor Sperlich in der Nachfolge von Margarete Kühn war, nach dem Vorbild historischer Schlossansichten des 18. Jahrhunderts gestaltete, barocke Figuren in moderner Form adaptieren. Bobek bezog seine ältere Figur des Herkules Musarum mit in seinen Attikafigurenzyklus ein. Die Figur zeigt den antiken Halbgott Herkules (Herakles) mit umgehängtem Löwenfell, geschulterter Keule und Stierkopfgeschmückter Leier. Das Modell zu dieser Figur ließ Bobek in der Giesserei Barth in Berlin als 51 cm hohen Bronzerohguss gießen. Aus dem Nachlass von Sperlichs Frau Cornelie Sperlich gelangte die Statuette des Herkules Musarum 2011 in den Berliner Kunsthandel und wurde im Oktober 2011 für eine Berliner Privatsammlung erworben.